# Рагби клуб Нада Сплит
Рагби клуб Нада је рагби јунион клуб из Сплита и убедљиво је најтрофејнији рагби клуб са простора бивше Југославије. Нада је била 11 пута шампион Југославије, 16 пута шампион Хрватске, 9 пута је освајала куп Југославије, 11 пута је освајала куп Хрватске и 7 пута је освајала регионалну лигу.

## Успеси
Првенство Југославије у рагбију - 11
1962, 1963, 1964, 1965, 1966, 1967, 1970, 1971, 1972, 1973, 1989.
Првенство Хрватске у рагбију - 16
1981, 1991/92, 1992/93, 1994/95, 1995/96, 1996/97, 1998/99, 1999/00, 2002/03, 2003/04, 2004/05, 2005/06, 2006/07, 2007/08, 2008/09, 2009/10.
Куп Југославије у рагбију - 9
1964, 1968, 1969, 1970, 1972, 1976, 1982, 1984, 1989
Куп Хрватске у рагбију - 11
1993, 1998, 1999, 2000, 2004, 2005, 2007, 2008, 2009, 2010, 2011
Регионална лига у рагбију - 7
2008, 2009, 2010, 2011, 2012, 2013, 2014

## Састав
Први тим
| Играч            |  |
| ---------------- |  |
| Горан Чулић      |  |
| Крешо Чорић      |  |
| Мате Борозан     |  |
| Иван Миљак       |  |
| Никола Врзић     |  |
| Никола Денић     |  |
| Дарио Јурчевић   |  |
| Јуре Поповић     |  |
| Анте Лалић       |  |
| Марин Тврдић     |  |
| Ведран Антић     |  |
| Владо Урсић      |  |
| Лука Јеротић     |  |
| Томислав Буразин |  |
| Дамир Драганић   |  |
| Иван Решетар     |  |
| Лука Поповић     |  |
| Владо Кушета     |  |
| Пашко Иванчић    |  |
| Анте Олујић      |  |
| Шпиро Матић      |  |